# Tour de l'Alt Var 2015
El Tour de l'Alt Var 2015, 47a edició del Tour de l'Alt Var, es va disputar entre el 21 i 22 de febrer de 2015 sobre un recorregut de 359,3 km repartits entre dues etapes. La cursa formava part del calendari de l'UCI Europa Tour 2015, amb una categoria 2.1.
La cursa fou guanyada pel luxemburguès Ben Gastauer (AG2R La Mondiale), vencedor en solitari de la primera etapa, amb set segons d'avantatge sobre el belga Philippe Gilbert (BMC Racing Team) i el francès Jonathan Hivert (Bretagne-Séché Environnement). Gilbert, segon classificat, guanyà la classificació per punts, el lituà Ignatas Konovalovas (Marseille 13 KTM) guanyà la classificació de la muntanya i Quentin Pacher (Armée de Terre) la dels joves. El Bretagne-Séché Environnement guanyà la classificació per equip.

## Equips
Classificada amb una categoria 2.1 de l'UCI Europa Tour, la Volta a l'Algarve és oberta a la participació dels UCI ProTeams amb un màxim del 50% dels equips participants, els equips continentals professionals, els equips continentals i els equips nacionals.
L'organització convidà sis equips World Tour, sis equips continentals professionals i vuit equips continentals, per completar un total de 20 equip:
- 6 equips World Tour: AG2R La Mondiale, BMC Racing Team, FDJ, Team Giant-Alpecin, IAM Cycling, Team Katusha
- 6 equips continentals professionals: GW Erco Shimano, Bretagne-Séché Environnement, CCC Sprandi Polkowice, Cofidis, Cult Energy, Team Europcar
- 8 equips continentals: Armée de Terre, Auber 93, Frøy Oslo, Marseille 13 KTM, Roubaix Lille Métropole, Veranclassic-Ekoï, Verandas Willems, Wallonie-Bruxelles

## Etapes
| Etapa | Data         | Recorregut                      |                   | Km    | Vencedor d'etapa   | Líder de la general |
| ----- | ------------ | ------------------------------- | ----------------- | ----- | ------------------ | ------------------- |
| 1a    | 21 de febrer | Le Cannet-des-Maures - Seillans | Etapa accidentada | 164,6 | Ben Gastauer (LUX) | Ben Gastauer (LUX)  |
| 2a    | 22 de febrer | Draguignan - Draguignan         | Etapa accidentada | 194,7 | Luka Mezgec (SLO)  | Ben Gastauer (LUX)  |

## Classificació general final
|    | Ciclista                  | Equip                        | Temps      |
| -- | ------------------------- | ---------------------------- | ---------- |
| 1  | Ben Gastauer (LUX)        | AG2R La Mondiale             | 9h 14' 21" |
| 2  | Philippe Gilbert (BEL)    | BMC Racing Team              | + 7"       |
| 3  | Jonathan Hivert (FRA)     | Bretagne-Séché Environnement | + 7"       |
| 4  | Matthieu Ladagnous (FRA)  | FDJ                          | + 7"       |
| 5  | Baptiste Planckaert (BEL) | Roubaix Lille Métropole      | + 7"       |
| 6  | Aleksei Tsatévitx (RUS)   | Team Katusha                 | + 7"       |
| 7  | Julien El Fares (FRA)     | Marseille 13 KTM             | + 7"       |
| 8  | Davide Rebellin (ITA)     | CCC Sprandi Polkowice        | + 7"       |
| 9  | Alexis Vuillermoz (FRA)   | AG2R La Mondiale             | + 7"       |
| 10 | Yoann Bagot (FRA)         | Cofidis                      | + 7"       |